# Javier Aizpurua
Javier Aizpurua (Donostia, 1971) és un científic i físic basc.
Aizpurua lidera el "Grup de Teoria de Nanofotònica" del Centre de Física de Materials (CFM) i del "Donostia Internacional Physics Center" (DIPC), i compagina la seva activitat investigadora amb la direcció científica del CFM, centre mixt de la Universitat del País Basc (UPV/EHU) i el Consell Superior d'Investigacions Científiques (CSIC), reconegut com a centre d'excel·lència BERC (Basic Excellence Research Center) pel Govern Basc. Javier Aizpurua, figura entre els científics més citats del món, segons la llista oficial que recentment ha publicat Clarivate Analytics. El treball d'Aizpurua, centrat en l'estudi de la interacció entre la llum i els nanomaterials. Ha recopilat més de 14.700 referències als seus articles i prop de 20 obres en l'1% de les citacions en els últims 10 anys. Aizpurua és l'únic membre de la Universitat del País Basc (UPV/EHU) inclòs a aquesta llista de científics més influents.
Després de llicenciar-se en Ciències Físiques a Saragossa, el Govern basc li va concedir una beca que li va permetre escriure la seva tesi al departament de Física de Materials de l'Escola de Química. La seva tesi, titulada "El microscopio electrónico", fou una descripció teòrica de la pèrdua d'energia dels electrons ràpids davant del microscopi electrònic. Després de l'aprovació, Aizpurua va iniciar algunes incursions a l'estranger, amb el suport del programa de beques. Durant una breu etapa treballà al laboratori Cavendish de la Universitat de Cambridge, on es va descobrir l'electró per primer cop fa més d'un segle, i dos anys més a la Universitat de Tecnologia Chalmers de Suècia, on va treballar com a investigador postdoctoral en un projecte finançat per la Comissió Europea, que va involucrar sis instituts, destinat a descriure les interaccions electromagnètiques en el microscopi de túnel d'escaneig. Això li va donar l'oportunitat de viatjar per tot Europa durant dos anys i col·laborar amb grups d'universitats irlandeses de Belfast i Dublín, la Universitat de Kiel a Alemanya, la Universitat Holandesa de Nijmegen i la Universitat de Marsella a França, entre d'altres. Després es traslladà als Estats Units, on va treballar amb un grup d'experts en nanofotònica i nanoòptica dirigits pel doctor Bryant a l'Institut Nacional de Normes i Tecnologia (NIST) de Washington DC, una agència federal dedicada a la promoció de mesures, estàndards i tecnologia. Va acabar estant-hi tres anys.